# Dorudon
Dorudon is geslacht van een van de eerste uitgestorven walvissen. Dit zeezoogdier behoorde tot de Archaeocete, een onderorde die verwant is aan de hedendaagse walvissen. Net als zijn grotere verwant Basilosaurus is Dorudon vooral bekend uit de afzettingen in Egypte uit het Laat-Eoceen.
Het geslacht Dorudon leefde van 40 tot 34 miljoen jaar geleden en omvatte de twee soorten D. serratus en D. atrox. D. serratus is bekend uit de Amerikaanse South Carolina, fossielen van D. atrox zijn gevonden in Egypte.
Dorudon was 5 tot 7 meter lang en 600 kg zwaar. Toen Dorudon voor het eerst werd gevonden, dacht men dat het om een jonge Basilosaurus ging. Later vond men ook jonge Dorudons en bleek dus dat het om een apart geslacht ging. Dorudon had de grootte van een flinke dolfijn. Op het eerste gezicht leek Dorudon dan wel op een dolfijn, er waren een aantal belangrijke verschillen. Het gebit was afwijkend, kleine achterpootjes waren nog steeds aanwezig en ook de echolocatie en de intelligentie van de hedendaagse dolfijnen ontbraken bij Dorudon. Toch neemt men aan dat hij waarschijnlijk de voorouder is van de dolfijnen en wellicht ook van de andere walvissen. Op de skeletten van Dorudon-jongen zijn tandafdrukken gevonden van de Basilosaurus, wat aangeeft dat dit laatstgenoemde dier zich ook voedde met zijn kleinere verwant.